# Alison Moir
Pour les articles homonymes, voir Moir.
Alison Moir est une actrice australienne, née le 23 décembre 1966 à Perth.

## Biographie
Alison a étudié au HB Studio de New York entre 1989 et 1991 sous la direction de Michael Beckett.
Elle a fréquenté Donald Trump [1990]
Elle a été en vogue dans les mannequins de l'agence NEXT.
Elle est surnommée Allie the Cat[réf. nécessaire].

## Filmographie
- 1988 : Parole de cheval (Hot to Trot) de Michael Dinner : invitée à la fête
- 1991 : Johnny Suede de Tom DiCillo : Darlette
- 1993 : Joey Breaker de Steven Starr (en) : fille sexy
- 1994 : Club Eden : L'Île aux fantasmes (Exit to Eden) de Garry Marshall : Kitty
- 1994 : SeaQuest, police des mers (SeaQuest DSV, série télévisée), épisode : When We Dead Awaken : Alison
- 1995 : The Watcher (série télévisée) épisode Passion Plays
- 1995 : Ed McBain's 87th Precinct: Lightning (TV) (autre titre : L'Inconnu du parc (Canada))
- 1995 : La Petite Princesse (A Little Princess) de Alfonso Cuarón : Princesse Sita
- 1996 : Blood Money de John Sheppird : Kelly Ryan
- 1996 : Highlander (série télévisée) épisode The Blitz : Diane Terrin
- 1996 : The Colony (TV) : Julia Harken
- 1997 : A Guy Walks Into a Bar de Carmen Elly Wilkerson : Cory
- 1997 : Diagnostic : Meurtre ou Diagnostic : Meurtre (Diagnosis Murder) épisode : Delusions of Murder : Gail Holby
- 1997 : Pauly (série télévisée) épisode : Foreplay : Becca
- 1997 : Duckman: Private Dick/Family Man (série télévisée) épisode : Vuuck, as in Duck (voix)